# 万贤浩
万贤浩（1926年10月—2016年8月5日），江西省南昌县人，中华人民共和国政治人物。
1949年5月，参加革命工作，1948年10月，加入中国农工民主党。担任政协南昌市第九届委员会副主席，2016年8月5日在南昌逝世，享年91岁。